# جيم شارب
جيم شارب (بالإنجليزية: Jim Sharp)‏ هو قاضي ومحامي أمريكي، ولد في 1952 في دالاس في الولايات المتحدة.